# جان جوزف استیک
جان جوزف استیک (به انگلیسی: John Joseph Eastick) (زاده ۶ فوریه ۱۸۵۵ و درگذشته ۷ سپتامبر ۱۹۱۷) محقق و شیمی‌دان اهل بریتانیا بود. او به همراه دو برادر دیگرش ساموئل و چارلز پژوهش‌های مفیدی در خصوص خلوص شکر انجام دادند.